# Tre claverstykker opus 35
Tre claverstykker opus 35 is een verzameling composities van Agathe Backer-Grondahl. Het zijn drie werkjes voor piano solo van deze Noorse componist.Brødrene Hals bracht deze werkjes op 20 december 1894 uit, bij de heruitgave was Hals inmiddels opgegaan in Norsk Musikforlag (nrs. 3757-3759). 
De drie composities zijn:
- Allegro scherzando “con amina”in Bes majeur in 4/4-maatsoort
- Albumblad in andante espressivo in Bes majeur in 4/4-maatsoort
- Impromptu in vivace grazioso in Es majeur in ¾-maatsoort

Het Impromptu bleek de populairste van de drie. Pianiste Marie Dahl voerde het uit tijdens een concert op 9 september 1895. Agathe Backer-Grøndahl zou het toen zelf hebben uitgevoerd, maar was door ziekte verhinderd. De componiste speelde het twee maanden later wel op 11 november 1895 en haalde het daarna nog een aantal keren uit de kast.
Dagmar Walle-Hansen was een pianiste.